# (3869) Norton
(3869) Norton (1981 JE) – planetoida z pasa głównego asteroid okrążająca Słońce w ciągu 3 lat i 308 dni w średniej odległości 2,45 j.a. Odkrył ją Edward Bowell 3 maja 1981 roku.